# Resolutie 663 Veiligheidsraad Verenigde Naties
Resolutie 663 van de Veiligheidsraad van de Verenigde Naties werd unaniem aangenomen op 14 augustus 1990. De resolutie beval het Centraal-Europese vorstendom Liechtenstein aan voor VN-lidmaatschap.

## Inhoud
De Veiligheidsraad bestudeerde de aanvraag voor lidmaatschap van de VN van het Vorstendom Liechtenstein. De Algemene Vergadering werd aanbevolen om aan Liechtenstein het VN-lidmaatschap toe te kennen.

## Verwante resoluties
- Resolutie 548 Veiligheidsraad Verenigde Naties (Brunei, 1984)
- Resolutie 652 Veiligheidsraad Verenigde Naties (Namibië)
- Resolutie 702 Veiligheidsraad Verenigde Naties (Noord- en Zuid-Korea, 1991)
- Resolutie 703 Veiligheidsraad Verenigde Naties (Micronesië, 1991)

Lijst ·  647 ·  648 ·  649 ·  650 ·  651 ·  652 ·  653 ·  654 ·  655 ·  656 ·  657 ·  658 ·  659 ·  660 ·  661 ·  662 ·  663 ·  664 ·  665 ·  666 ·  667 ·  668 ·  669 ·  670 ·  671 ·  672 ·  673 ·  674 ·  675 ·  676 ·  677 ·  678 ·  679 ·  680 ·  681 ·  682 ·  683